# کارل ارکت
کارل ارکت (آلمانی: Karl Markt؛ زادهٔ ۸ مارس ۱۹۸۰) دوچرخه‌سوار اهل اتریش است. وی در بازی‌های المپیک تابستانی ۲۰۱۲ شرکت کرده است.